# Logaritmicko-normální rozdělení

Hustoty logaritmicko-normálního rozdělení se stejným parametrem μ a různými parametry σ

Logaritmicko-normální rozdělení (také log-normální rozdělení) s parametry {\displaystyle \mu } a {\displaystyle \sigma }, označované {\displaystyle LN(\mu ,\sigma )}, je spojité rozdělení pravděpodobnosti jednorozměrné reálné náhodné veličiny {\displaystyle X} takové, že náhodná veličina {\displaystyle \ln(X)} má normální rozdělení se střední hodnotou {\displaystyle \mu } a směrodatnou odchylkou {\displaystyle \sigma }.

## Hustota pravděpodobnosti
Hustota pravděpodobnosti logaritmicko-normálního rozdělení má tvar:
{\displaystyle f_{X}(x)={\frac {1}{x\sigma {\sqrt {2\pi }}}}\,e^{-{\frac {(\ln x-\mu )^{2}}{2\sigma ^{2}}}},\ \ x>0}

## Charakteristiky
Střední hodnota logaritmicko-normálního rozdělení je
{\displaystyle E(x)=e^{\mu +\sigma ^{2}/2}}
Rozdělení má rozptyl
{\displaystyle D(x)=(e^{\sigma ^{2}}\!\!-1)e^{2\mu +\sigma ^{2}}}
Medián je roven
{\displaystyle x_{0,5}=e^{\mu }}
Koeficient šikmosti je
{\displaystyle \gamma _{1}=(e^{\sigma ^{2}}\!\!+2){\sqrt {e^{\sigma ^{2}}\!\!-1}}}

## Tříparametrické logaritmicko-normální rozdělení
Tříparametrické logaritmicko-normální rozdělení obsahuje navíc parametr posunu {\displaystyle \lambda }; platí, že náhodná veličina {\displaystyle \ln(X-\lambda )} má normální rozdělení se střední hodnotou {\displaystyle \mu } a směrodatnou odchylkou {\displaystyle \sigma }.